# Vieremä
Vieremä est une municipalité du centre de la Finlande, dans la région de Savonie du Nord.

## Géographie
Le village est situé 24 km au nord du centre-ville d'Iisalmi (la commune provient d'ailleurs d'une scission de la ville d'Iisalmi en 1922).
La commune est assez agricole et compte peu de lacs, cas inhabituel en Savonie. Le nord de la municipalité est largement couvert de forêts.
La commune est bordée par les municipalités de Sonkajärvi à l'est, Iisalmi au sud, Kiuruvesi à l'ouest, mais aussi au nord-ouest Pyhäntä (Ostrobotnie du Nord) et au nord Vuolijoki (Kainuu).

## Démographie
Depuis 1980, l'évolution démographique de Vieremä est la suivante, :
| Année      | 1980  | 1985  | 1990  | 1995  | 2000  | 2005  |
| ---------- | ----- | ----- | ----- | ----- | ----- | ----- |
| population | 5 134 | 4 960 | 4 779 | 4 637 | 4 361 | 4 125 |

| Année      | 2010  | 2015  | 2020  |
| ---------- | ----- | ----- | ----- |
| population | 3 982 | 3 834 | 3 572 |

## Économie

### Principales sociétés
En 2020, les principales entreprises de Vieremä par chiffre d'affaires sont :
| Société                            | C.A.   |
| ---------------------------------- | ------ |
| Ponsse Oyj                         | 467 M€ |
| K-Rauta Vieremä                    | 38 M€  |
| Ratesteel Oy                       | 13 M€  |
| RD Group Oy                        | 6 M€   |
| Metsä-Kahu Oy                      | 5 M€   |
| Laikas Oy                          | 5 M€   |
| Kuljetusliike Mineraalikuljetus Oy | 4 M€   |
| Debomix Oy                         | 4 M€   |
| Veljekset Hukkanen Oy              | 3 M€   |
| RD Technology Center Oy            | 3 M€   |

### Principaux employeurs
En 2020, les principaux employeurs sont :
| Employeur                     | Emplois |
| ----------------------------- | ------- |
| Ponsse Oyj                    | 864     |
| Ratesteel Oy                  | 53      |
| RD Technology Center Oy       | 42      |
| Veljekset Hukkanen Oy         | 28      |
| Torssosen Murskaus Oy         | 27      |
| Debomix Oy                    | 19      |
| Laikas Oy                     | 19      |
| Salahmin Sijaishuoltokodit Oy | 18      |
| JetiTaso Oy                   | 15      |
| RH-Rakentajat Oy              | 12      |

## Transports
La kantatie 88 traverse la municipalité du nord-ouest au sud-est.
Vieremä est traversée par la seututie 595.
La gare de Kauppilanmäki est située dans la municipalité de Vieremä, mais elle n'est utilisée que pour le transport de marchandises.
La gare la plus proche est la gare d'Iisalmi, à 25 kilomètres au sud, avec des trains quotidiens Pendolino, InterCity dans toutes les directions.
L'aéroport le plus proche est l'aéroport de Kajaani.
Le port de plaisance à la périphérie de Vieremä est le port le plus au nord de la voie navigable de la Vuoksi.